# 1040-talet

## Händelser
- Klosterkyrkan i Jumiège i Normandie börjar byggas. Se Konstens historia: Frankrike.

## Födda
- 1045 - Håkan Röde, kung av Sverige.

## Avlidna
- 9 oktober 1047 - Clemens II, påve.
- 9 augusti 1048 - Damasus II, påve.
- 1048 - Gregorius VI, påve.